# Bedford (Ohio)
Bedford ist eine City im Cuyahoga County des Bundesstaates Ohio, Vereinigte Staaten. Bedford gehört als östliche Vorstadt zur Metropolregion Cleveland. Das U.S. Census Bureau ermittelte bei der Volkszählung 2020 eine Einwohnerzahl von 13.149.

## Geschichte
Bedford entstand 1837 als erste eigenständige Gemeinde in Bedford Township. Bedford Township war 1797 als Teil der Connecticut Western Reserve der Connecticut Land Company vermessen worden. Die Gegend um Bedford bot den Ansiedlern Farmland und Holzreichtum sowie die Wasserkraft von Tinkers Creek.
Der erste Betrieb in Bedford Township war eine 1816 von Benjamin Franklin Fitch zur Herstellung von Holzstühlen gegründete Firma. Unter seinem Mitarbeiter und späteren Schwiegersohn William O. Taylor wurde sie als The Taylor Chair Company bekannt. Diese Möbelfirma existiert bis heute. Nach einem Brand im Jahr 1850 übersiedelte sie von ihrem ursprünglichen Standort in der heutigen Stadt Maple Heights in das Stadtgebiet von Bedford und nützte die Wasserkraft des Tinkers Creek. 1885 wurde in der Stadt ein weiterer Betrieb zur Sesselherstellung, The Marble & Shattuck Chair Company, gegründet.
In den 1930er-Jahren wurde Bedford zusammen mit anderen, benachbarten Gemeinden wie Garfield Heights und Maple Heights zur Stadt erhoben. Diese Gemeinden im Speckgürtel von Cleveland hatten von dem enormen Zustrom von Einwanderern profitiert. Durch elektrische Straßenbahnen waren sie mit Cleveland verbunden, hatten aber die Vorteile der ruhigeren und ländlicheren Gegend erhalten können. Daher wehrten sie sich auch gegen Eingemeindungsversuche und behielten lieber ihre eigenen Strukturen bei.

## Bildung
Bedford bildet zusammen mit Bedford Heights, Oakwood und Walton Hills
den Bedford School District. Dazu gehören die Bedford High, die Central Primary School, die Glendale Primary School, die Columbus Intermediate School, die Carylwood Intermediate School, die Heskett Middle School und die Bedford High.
Die Columbus Intermediate School und die Heskett Middle School liegen in Bedford Heights, die anderen Schulen liegen direkt im Stadtgebiet von Bedford.

## Besonderheiten
Im Jahr 2006 wurde von Valerie Allen das Parfum „The Spirit of Bedford“ kreiert. Markenzeichen auf der Flasche ist das Gemälde The Spirit of ’76 des Malers Archibald Willard, der in Bedford geboren wurde. Ein Teil des Erlöses geht an einen Fonds, um Stipendien für die Schüler der Bedford Highschool zu gewährleisten.

## Söhne der Stadt
- Augustus Herman Pettibone (1835–1918), Politiker
- Vincent A. Taylor (1845–1922), Politiker
- Kelly Herndon (* 1976), American-Football-Spieler
- Rodger Saffold (* 1988), American-Football-Spieler
- Kevin Kowalski (* 1989), American-Football-Spieler